# Museo Arqueológico de Patras
El Museo Arqueológico de Patras, ubicado en la capital de la región del Acaya, es uno de los museos de Grecia. Inaugurado en 2009, contiene tres salas para la exposición permanente, una sala para exposiciones temporales, un pequeño anfiteatro para eventos, talleres, almacenes y otras áreas funcionales. Son llamativas la cúpula del edificio, forrada con titanio y un lago artificial que relaciona a la ciudad con el medio marino. 

## Historia del museo
Algunos de los primeros objetos de las excavaciones de Patras en el siglo XIX y principios del XX se llevaron al Museo Arqueológico Nacional de Atenas y otros se almacenaron en diversos edificios de la ciudad. En 1934 el edificio donde se alojaron pasó a ser la casa Karamandanis, cuyo propietario cedió una de las plantas del edificio para ese propósito hasta que, en 1965, la casa entera fue legada al Ministerio de Cultura. En 1985 se reorganizó la exposición, pero surgió la necesidad de encontrar un nuevo edificio para el museo debido a que las dimensiones de esta casa se consideraban pequeñas. Por ello, en 2005 se inició la construcción de un nuevo museo que fue diseñado por Teofanis Bobotis y quedó finalizado en 2009. La organización de la nueva exposición concluyó en 2011.

## Colecciones

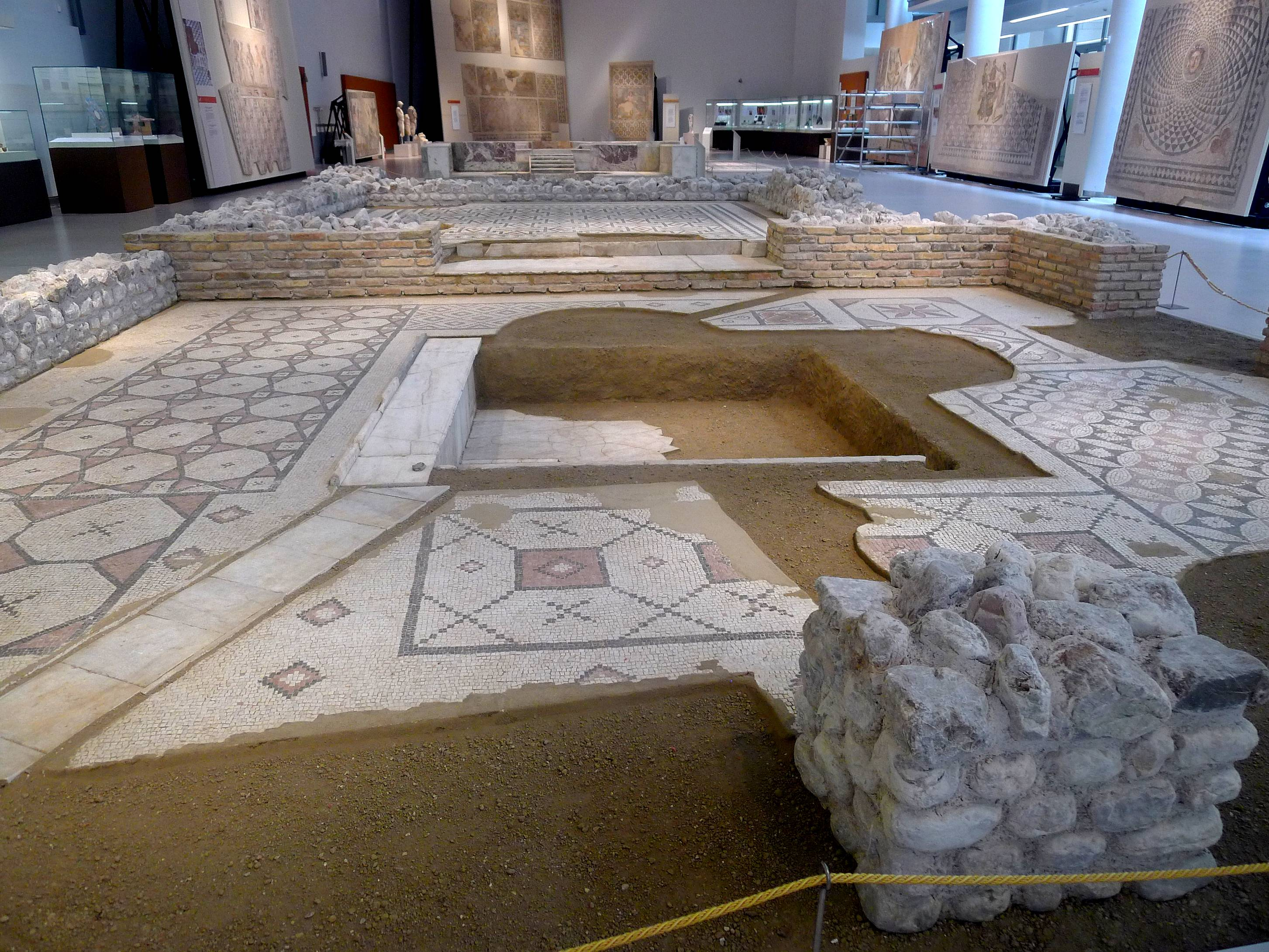
Un sector del museo

El museo contiene una colección de hallazgos arqueológicos de la ciudad de Patras y de la parte occidental de Acaya de periodos comprendidos entre la prehistoria y la época romana. Se divide en tres unidades temáticas: vida cotidiana, vida pública y necrópolis.
La primera sala expone la vida cotidiana de los habitantes del área. Se exponen herramientas, vasos, objetos de aseo y otros útiles relacionados con las ocupaciones y las actividades de producción. Destacan los mosaicos de época romana, con representaciones relacionadas con la naturaleza y con eventos de la mitología griega.
En la segunda sala, que está dedicada a la historia de la vida pública de le región a través de toda su historia, se exponen aspectos relacionados con las topografía del lugar, las infraestructuras, el comercio, la administración, la guerra y la religión. También destacan los mosaicos relacionados con actividades religiosas y de ocio.
Por último, la tercera sala contiene elementos de las necrópolis de la zona que permiten exponer las prácticas funerarias, la diversidad de tumbas, los ricos ajuares, así como la arquitectura de los monumentos funerarios. De hecho, en el museo hay reconstrucciones de algunos de los tipos de tumbas.

### Piezas destacadas
La excepcional colección de suelos de mosaico de época romana contiene algunas de las piezas más destacadas del museo. Uno de ellos representa el proceso de pisar uvas, donde interviene el dios Pan; otro representa al dios del río Nilo; otro, a Afrodita y Eros en un tocador; otro, representa competiciones artísticas y atléticas. De época romana también puede destacarse una tragaluz de cristal, una lápida donde aparece representado un gladiador, un cubo de cristal utilizado para algún juego de azar, una vasija de barro con forma de cabeza humana con rasgos africanos, y otra cabeza de mármol del dios Serapis. También hay una copia de época romana de la Atenea Pártenos de Fidias. Del periodo helenístico destacan las joyas de oro de una mujer joven del siglo II a. C..  

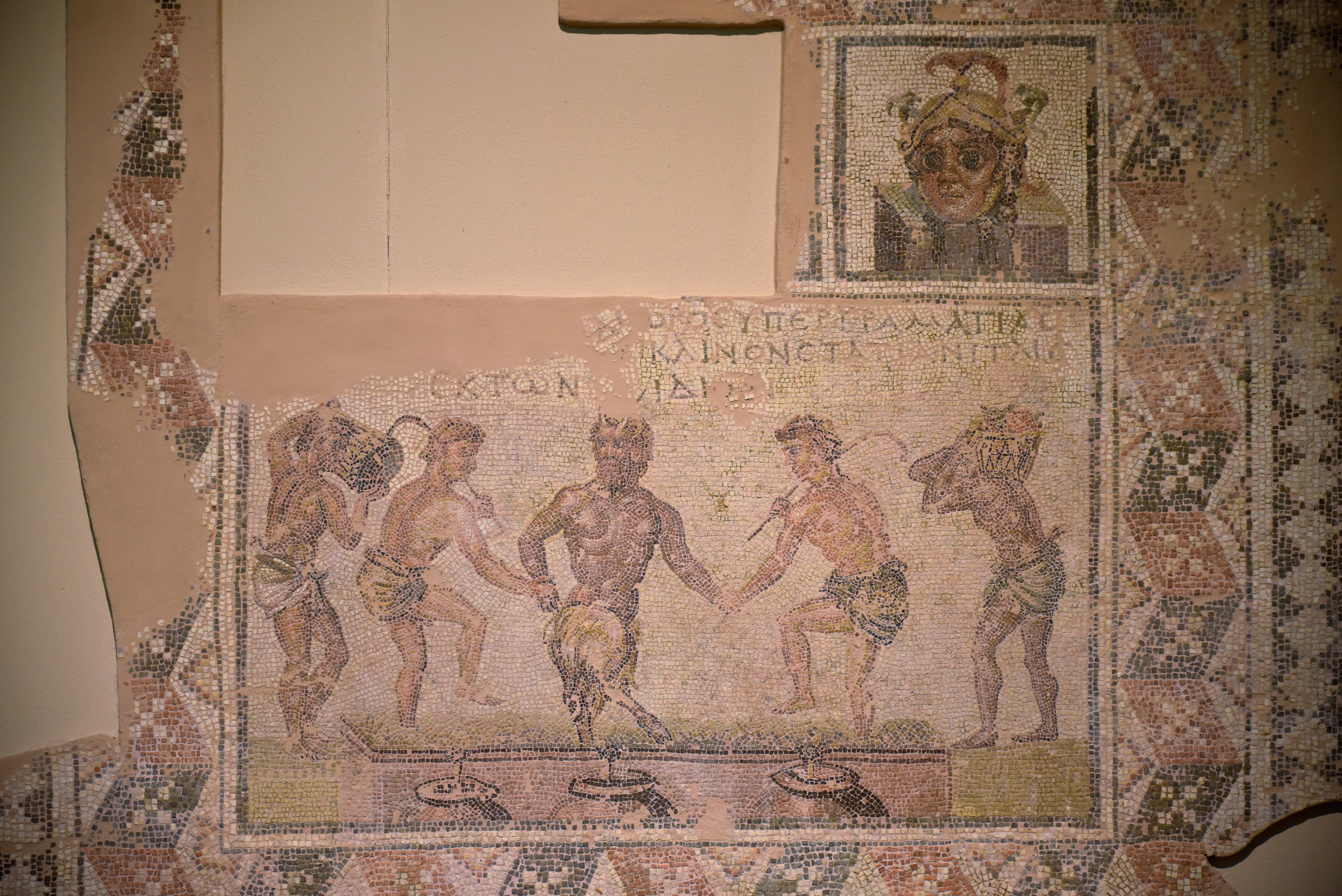
Mosaico de Pan (siglo III)
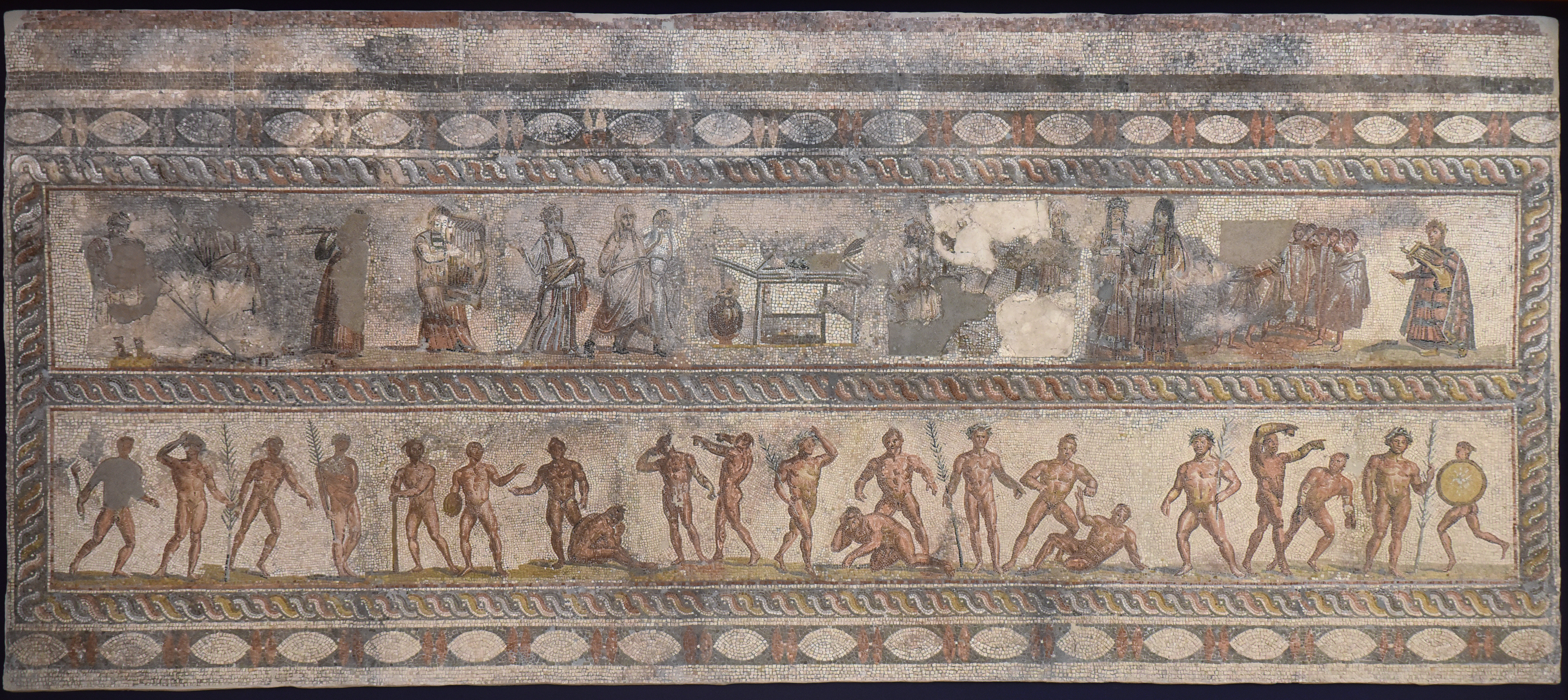
Mosaico con escenas atléticas y artísticas (finales del siglo II o principios del III)
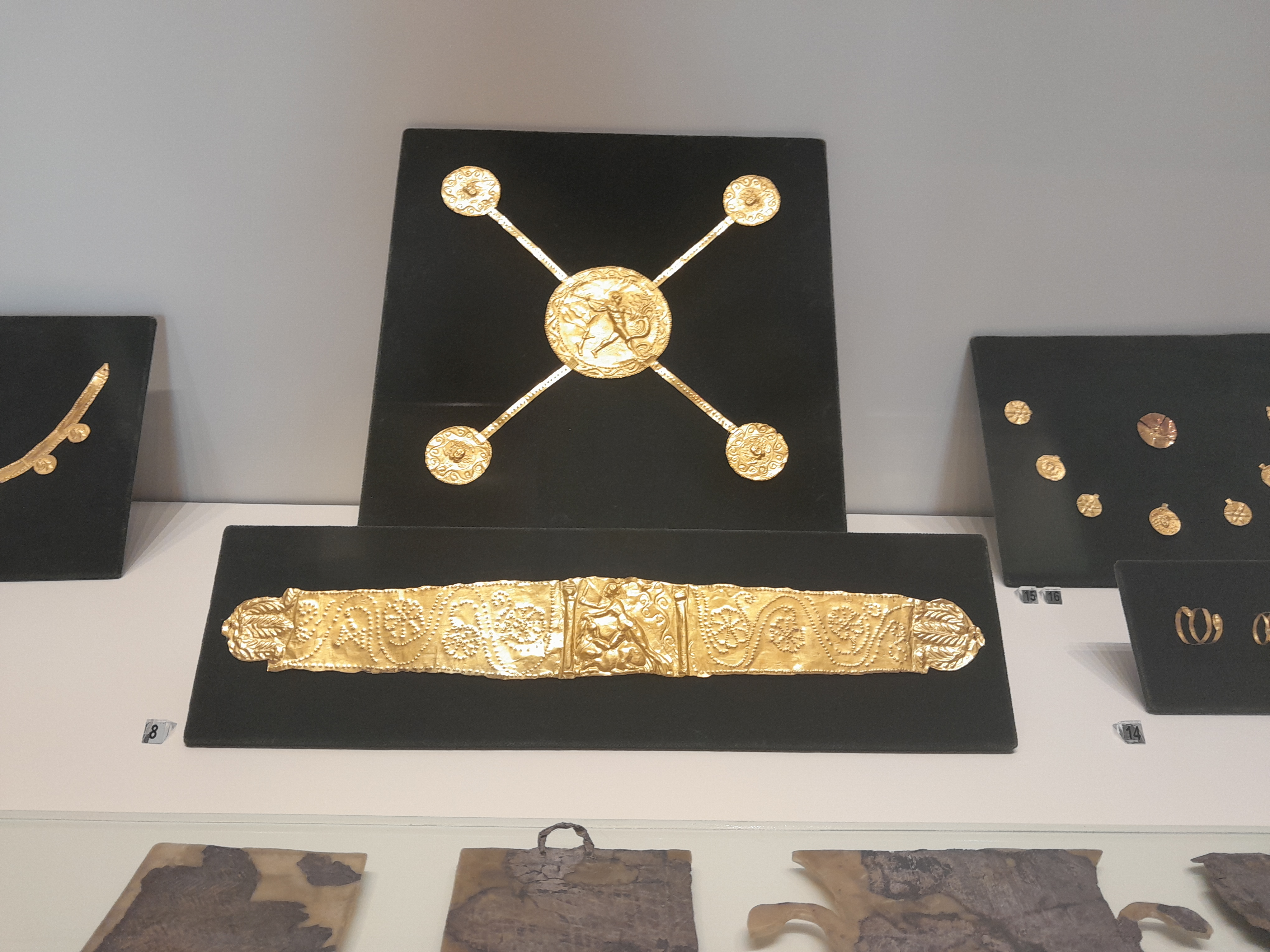
Joyas de oro de una mujer joven (siglo II a. C.)
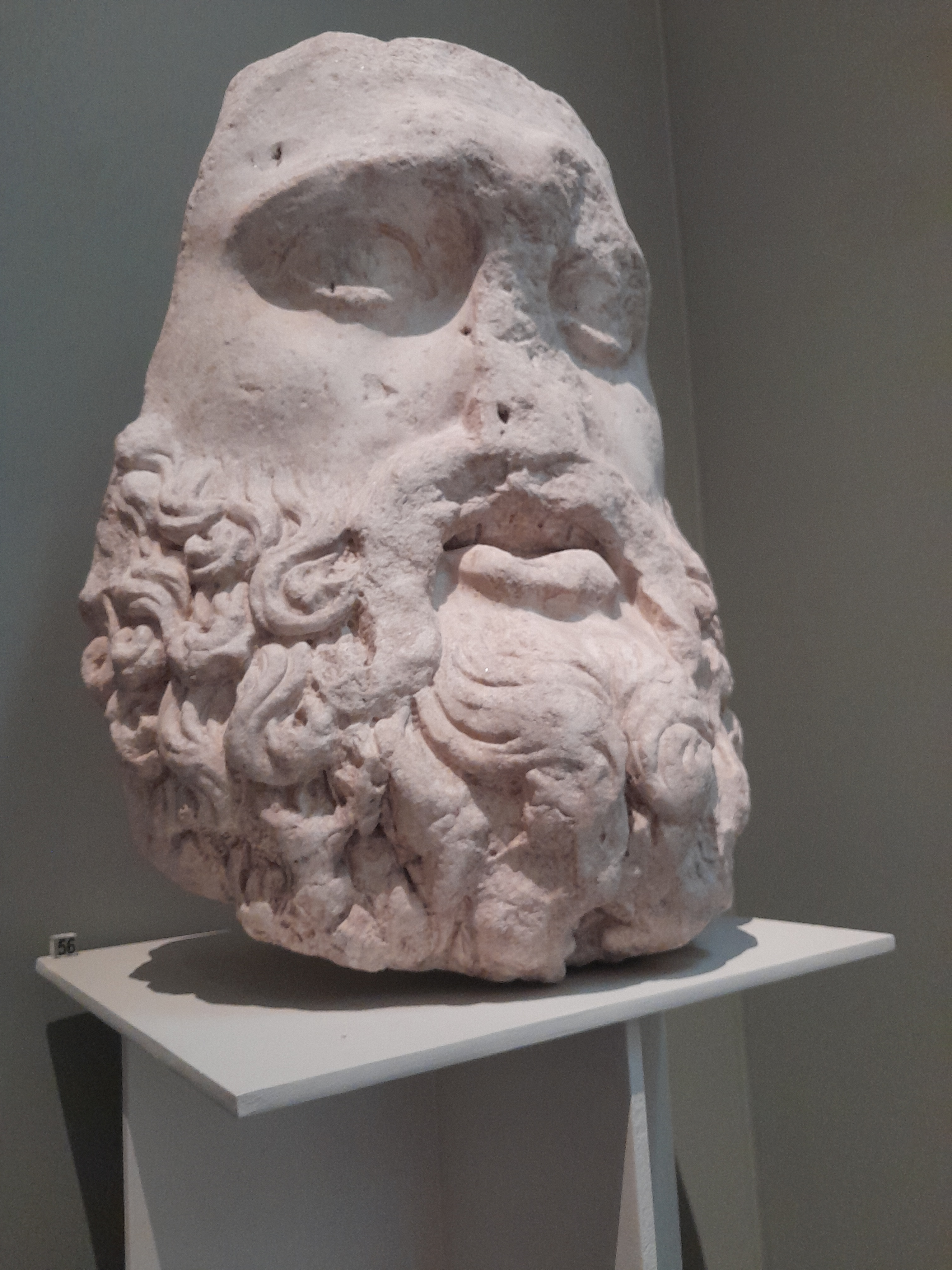
Cabeza de Serapis (siglo II)

Por otra parte tienen una particular importancia las piezas del periodo micénico. Entre ellas se halla un casco del siglo XII a. C. con forma de tiara; una crátera del siglo XI a. C. con representación de animales que procede de la necrópolis de Vunteni; un ascos del siglo XI a. C. en forma de animal con cabeza de ave y patas de caballo; una hoja de daga de bronce del siglo XV a. C. con incrustaciones de oro y plata donde aparecen delfines y dos sellos cilíndricos procedentes de Oriente Medio, del siglo XV-XIV a. C.

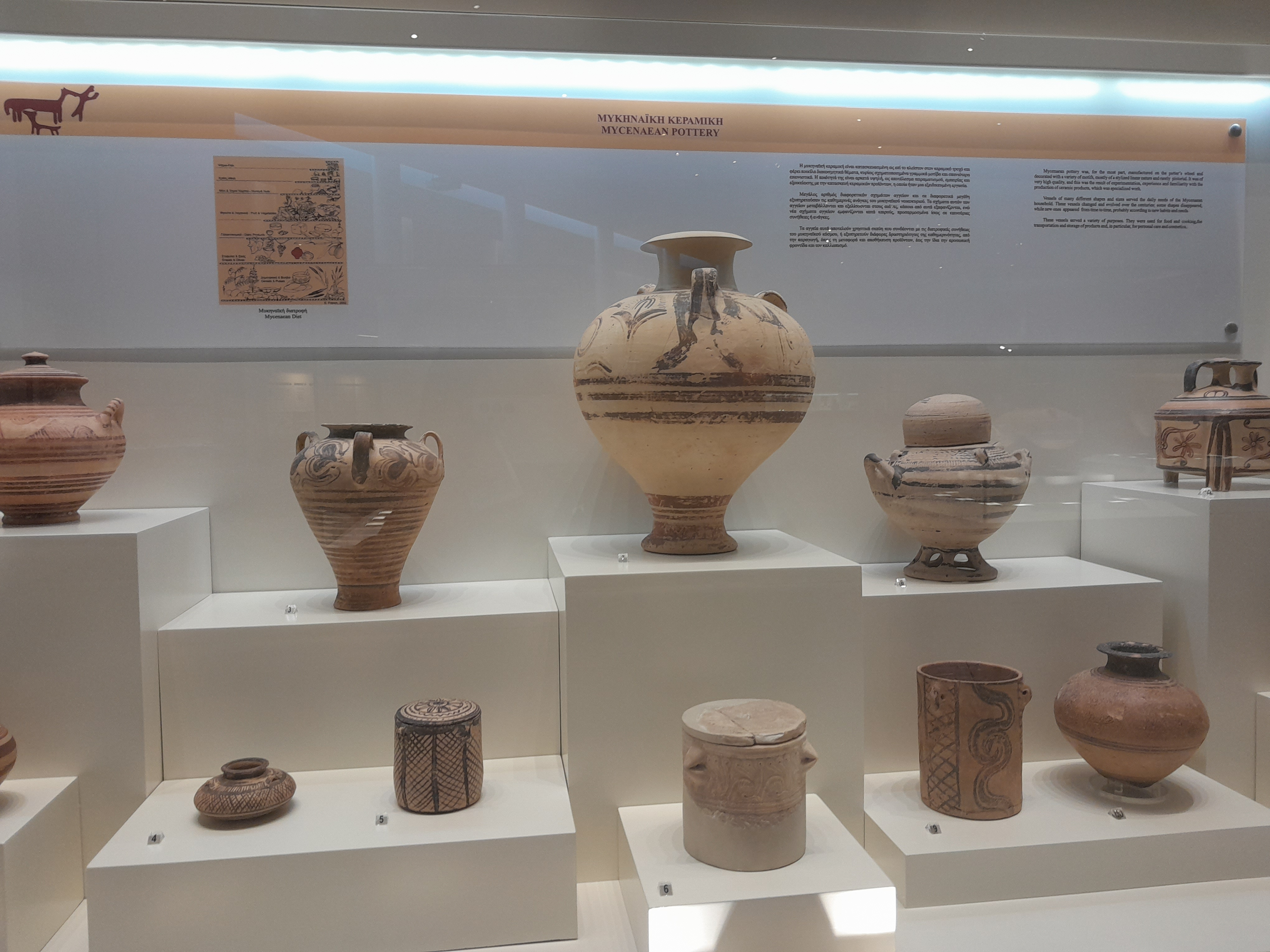
Vasijas micénicas
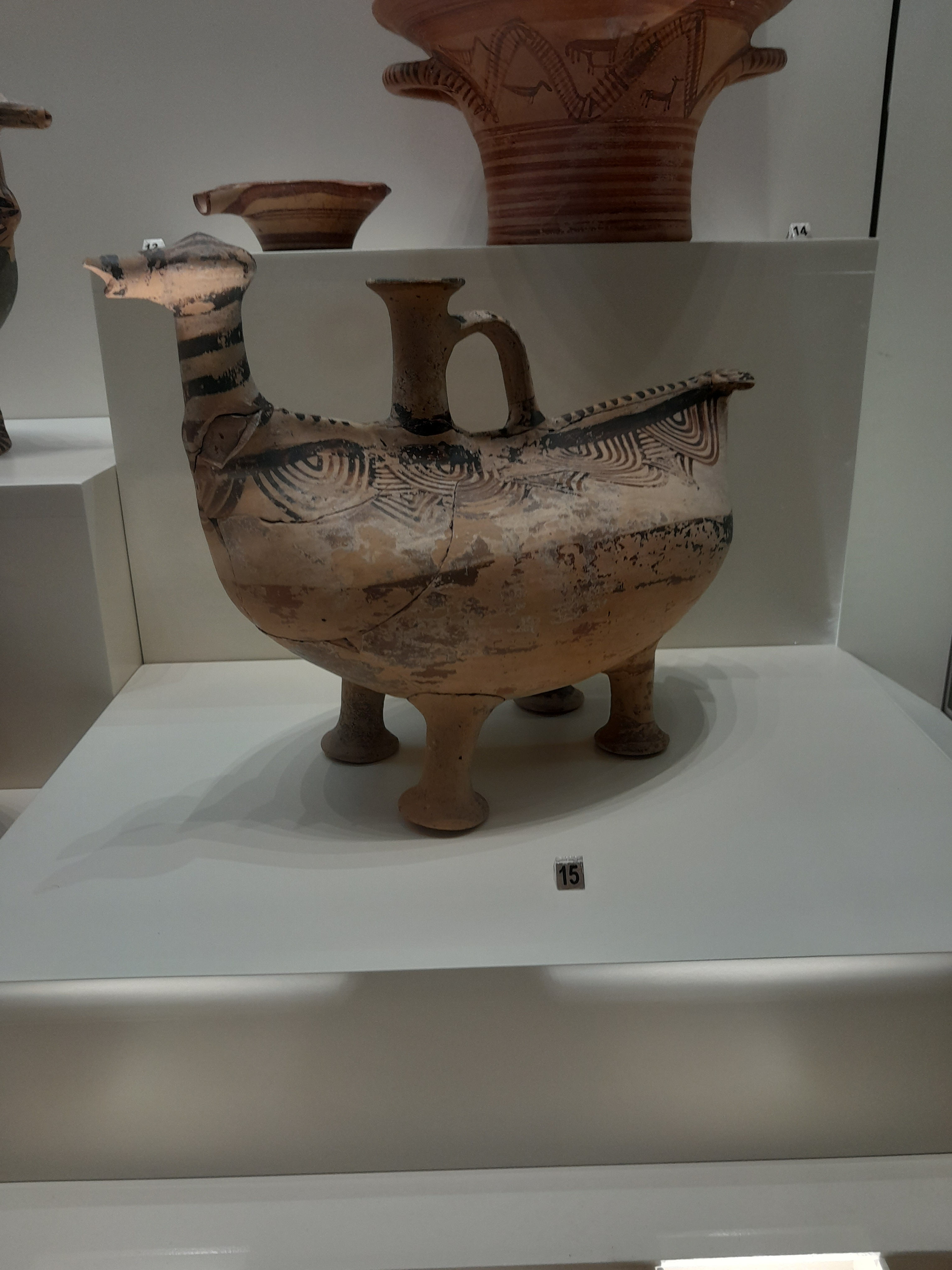
Ascos micénico
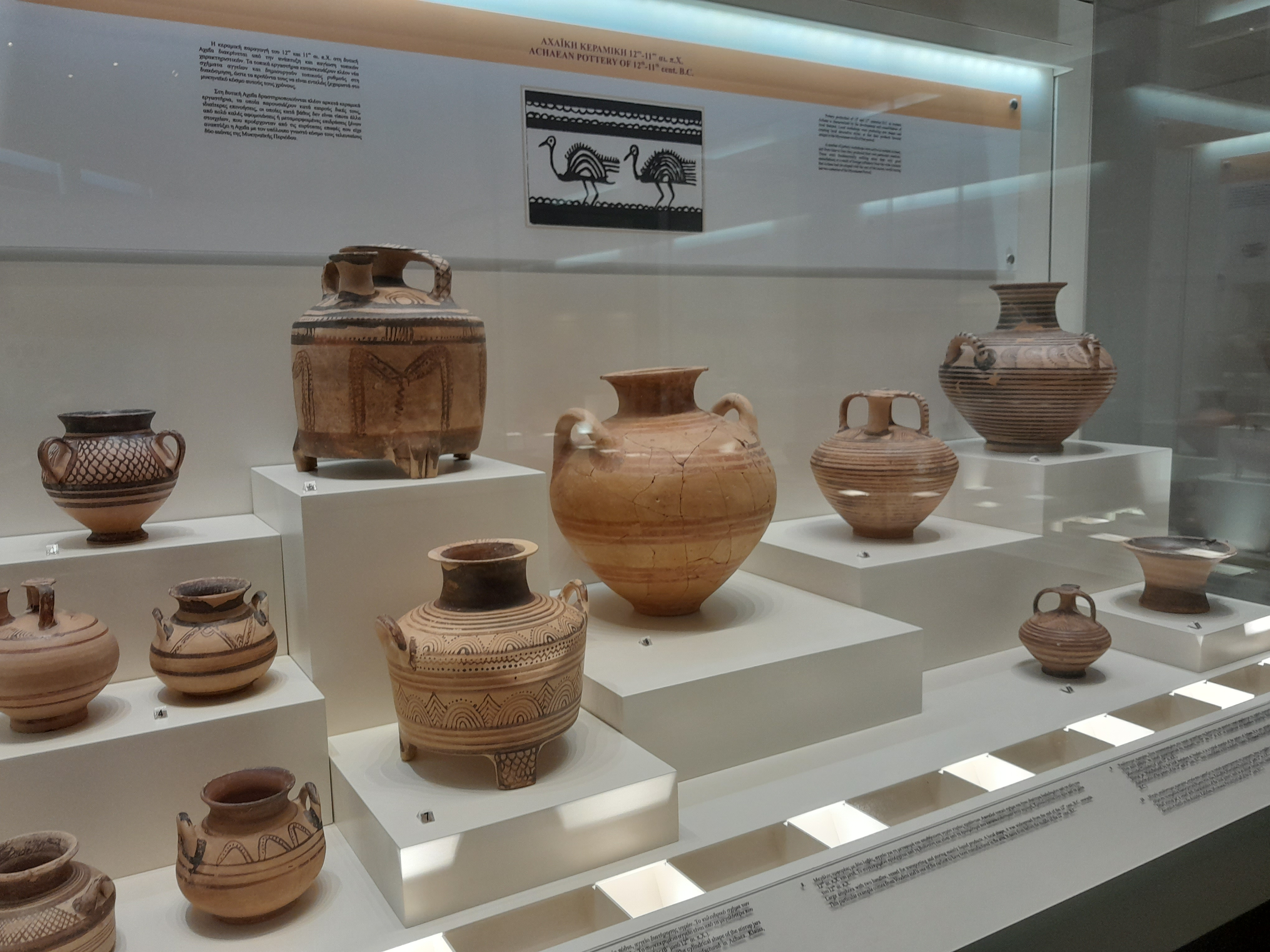
Vasijas micénicas